# (33433) Maurilia
(33433) Maurilia est un astéroïde de la ceinture principale.

## Description
(33433) Maurilia est un astéroïde de la ceinture principale. Il fut découvert le 14 mars 1999 à Gnosca par Stefano Sposetti. Il présente une orbite caractérisée par un demi-grand axe de 2,36 UA, une excentricité de 0,18 et une inclinaison de 9,5° par rapport à l'écliptique.

## Compléments